# I Want to Come Over
I Want to Come Over is een nummer van de Amerikaanse zangeres Melissa Etheridge uit 1996. Het is de tweede single van haar vijfde studioalbum Your Little Secret.
Het nummer werd vooral in Noord-Amerika een succes, met een 22e positie in de Amerikaanse Billboard Hot 100 en de nummer 1-positie in Canada. In Europa werden in het Verenigd Koninkrijk, Duitsland en Nederland de hitlijsten gehaald, maar het nummer wist het nergens tot een hoge positie te schoppen. In Nederland kwam het niet verder dan een 12e positie in de Tipparade.